# Gerd von Below (General)
Karl Emil Louis Theodor Gerd von Below (* 5. Dezember 1838 in Lugowen; † 24. Dezember 1892 ebenda) war ein preußischer Generalleutnant.

## Leben

### Herkunft
Gerd war ein Sohn des preußischen Rittmeisters a. D. und Herrn auf Lugowien Karl Theodor von Below (1801–1871) und dessen Ehefrau Cäcilie Marie, geborene Gräfin Dönhoff (1812–1883).

### Militärkarriere
Below erhielt Privatunterricht im elterlichen Hause und besuchte das Altstädtische Gymnasium sowie die Privatschule des Leutnants a. D. Gutzeit in Königsberg.  Am 9. März 1856 trat er in das 8. Ulanen-Regiment der Preußischen Armee ein und avancierte bis Mitte Dezember 1857 zum Sekondeleutnant. Als solcher war Below 1859  während der Mobilmachung anlässlich des Sardinischen Krieges zur Ersatzeskadron kommandiert und wurde im März des Folgejahres in das 2. Garde-Ulanen-Regiment versetzt. Nach einer einjährigen Kommandierung zur Militärreitschule in Schwedt/Oder stieg er im September 1864 zum Premierleutnant auf und war vom 18. Dezember 1864 bis zum 1. November 1866 als Adjutant der 1. Kavallerie-Brigade kommandiert. In dieser Eigenschaft nahm Below 1866 während des Krieges gegen Österreich an den Schlachten bei Trautenau und Königgrätz teil. Für sein Verhalten belobigt, wurde er im April 1867 Rittmeister und Eskadronchef.
Während des Krieges gegen Frankreich führte Below seine Eskadron 1870/71 in den Kämpfen bei Gravelotte, Beaumont, Sedan, Saint-Quentin sowie bei der Belagerung von Paris. Ausgezeichnet mit dem Eisernen Kreuz II. Klasse, wurde ihm Anfang August 1875 der Charakter als Major verliehen. Das Patent zu diesem Dienstgrad erhielt Below Mitte Oktober 1875. Am 15. September 1877 erfolgte seine Versetzung als etatsmäßiger Stabsoffizier in das 1. Garde-Dragoner-Regiment. Im März 1882 entsandte man Below in diplomatischer Mission nach Konstantinopel, um dem osmanischen Sultan Abdülhamid II. den ihm verliehenen Schwarzen Adlerorden zu überbringen. Aus diesem Anlass erhielt Below den Mecidiye-Orden II. Klasse.
Nach seiner Rückkehr nach Deutschland stieg er Mitte September 1882 zum Oberstleutnant auf, war vom 21. August 1883 bis zum 15. September 1885 Kommandeur des Garde-Husaren-Regiments und wurde anschließend zum Kommandeur des Regiments der Gardes du Corps ernannt. In dieser Stellung avancierte Below Mitte September 1886 zum Oberst und erhielt im September 1888 den Kronenorden II. Klasse. Unter Stellung à la suite seines Regiments beauftragte man ihn am 16. Februar 1889 zunächst mit der Führung der 1. Kavallerie-Brigade und ernannte Below am 22. März 1889 zum Kommandeur dieses Großverbandes. Als solcher wurde er am 27. Januar 1890 Generalmajor und Mitte Mai 1890 mit dem Roten Adlerorden II. Klasse mit Eichenlaub ausgezeichnet. Im Frühjahr 1891 erkrankte Below an einem Nervenleiden. Da nach einem Kuraufenthalt keine Besserung zu erwarten war, wurde er auf seinen Wunsch hin unter Verleihung des Charakters als Generalleutnant mit der gesetzlichen Pension zur Disposition gestellt.
Below war Rechtsritter des Johanniterordens und verbrachte seinen Lebensabend auf seinem Gut in Lugowen.

### Familie
Below verheiratete sich am 5. Juli 1867 in Tolksdorf mit Henriette von Borcke (1837–1872). Nach ihrem Tod ehelichte er am 1. März 1878 in Berlin Karoline Luise von Witzleben (1840–1906). Aus den Ehen gingen folgende Kinder hervor:
- Otto Karl Eugen (* 1869), Herr auf Henriettenhof (510 ha), Warnickem (410 ha) und Mitbesitzer von Lugowien (1915 ha)
- Klara Karoline Emmy (* 1872)
- Richard Friedrich (* 1879), Mitbesitzer von Lugowien
- Paul Friedrich (* 1881), preußischer Offizier, Mitbesitzer von Lugowien